# Darja Bilodid
Darja Hennadijiwna Bilodid (ukrainisch Дар'я Геннадіївна Білодід; * 10. Oktober 2000 in Kiew) ist eine ukrainische Judoka. Sie wurde zweimal Weltmeisterin und dreimal Europameisterin in der Gewichtsklasse bis 48 Kilogramm. Sie trägt den 1. Dan.

## Leben
Bilodid wurde als Tochter des ukrainischen Judoka Hennadij Bilodid und der ukrainischen Judoka Swetlana Kusnezowa geboren.
Seit sie mit 17 Jahren Weltmeisterin wurde, ist sie die jüngste Judo-Weltmeisterin aller Zeiten. Bei den Olympischen Sommerspielen in Tokio errang sie 2021 eine Bronzemedaille.
Am 25. April 2024 wurde Bilodid zum dritten Mal Europameisterin, diesmal in der Kategorie bis 57 Kilogramm. 